# Regimiento de Infantería «Saboya» n.º 6
El Regimiento de Infantería Saboya n.º 6 es una unidad de infantería del Ejército de Tierra Español que está encuadrado en la Brigada Extremadura XI. Desde 1991 se encuentra alojado en la Base General Menacho y de guarnición en Badajoz.
Fue creado en 1537 como Tercio de Saboya por disposición del emperador Carlos I de España, sobre la base de tropas veteranas procedentes del Tercio Viejo de Lombardía y destinado a colaborar en la defensa del ducado del mismo nombre, recientemente invadido por las tropas del rey Francisco I de Francia. En 1707, por Real Ordenanza de Su Majestad Felipe V, primer rey de la Casa de Borbón en España, cambió su denominación de Tercio de Saboya a Regimiento de Saboya n.º 3. Con su nuevo nombre participó en la guerra de Sucesión con dos batallones.

## Sobrenombre
Su sobrenombre es «El Terror de los Franceses», el cual tiene su origen en 1639, tras su excepcional comportamiento en el asedio, asalto y toma de Frisia, considerándose su asistencia al combate casi como una garantía de triunfo en sus quinientos años de existencia.

## Escudo de armas
En campo de gules, cruz de plata. Al timbre corona real. El todo rodeado del Toisón de Oro. Sus armas son las del Ducado de Saboya, de donde tomó su nombre.

## Patrona
Tiene como patrona a la Virgen del Rosario, bajo cuya protección irá obteniendo los más destacados triunfos.

## Honores
Uno de los privilegios del Regimiento es el concedido por el Virrey de la Nueva España, Félix María Calleja, y consiste en llevar en sus formaciones una de las seis banderas cogidas al enemigo en la acción de Hayotlán y el de haber sido declarado Benemérito de la Patria por sus acciones en la batalla de Tetuán el 4 de febrero de 1860.
El regimiento «Saboya» también ostenta la Corbata de San Fernando y las Medallas Militares Colectivas concedidas a sus batallones.

## Coroneles honoríficos del regimiento Saboya
- El 16 de enero de 1911 fue nombrado coronel honorífico del regimiento «Saboya» el rey Víctor Manuel III de Italia, por disposición del Ministro de Guerra don Ángel Aznar y Butigieg.

## Denominación

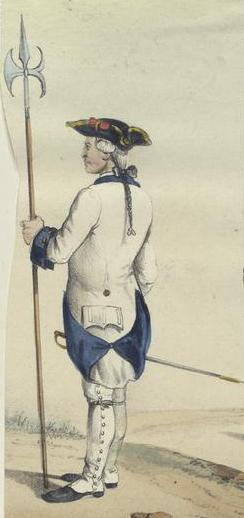
Sargento del Regimiento Saboya en 1761.

Su denominaciones a través del tiempo, han sido:
- 1537 • Tercio de Saboya
- 1704 • Regimiento de Saboya
- 1823 • Regimiento de Infantería Saboya n.º 5 (nueva creación)
- 1833 • Regimiento de Infantería Saboya n.º 6
- 1931 • Regimiento de Infantería n.º 6
- 1935 • Regimiento de Infantería León n.º 6
- 1936 • Regimiento de Infantería León n.º 2
- 1939 • Regimiento de Infantería n.º 42
- 1943 • Regimiento de Infantería Motorizado n.º 42
- 1944 • Regimiento de Infantería Motorizado Saboya n.º 6
- 1965 • Regimiento de Infantería Motorizable Saboya n.º 6
- 1986 • Regimiento de Infantería Mecanizada Saboya n.º 6
- 2016 • Regimiento de Infantería Saboya n.º 6.

## Organización actual
En la actualidad, el regimiento cuenta con la siguiente estructura:
- Plana Mayor de Mando.
- El Batallón de Infantería Mecanizada Cantabria I/6.
- El Batallón de Infantería Protegida Las Navas II/6.

Los batallones se componen de tres compañías mecanizadas cada uno.

## Historia

### SigloXVI

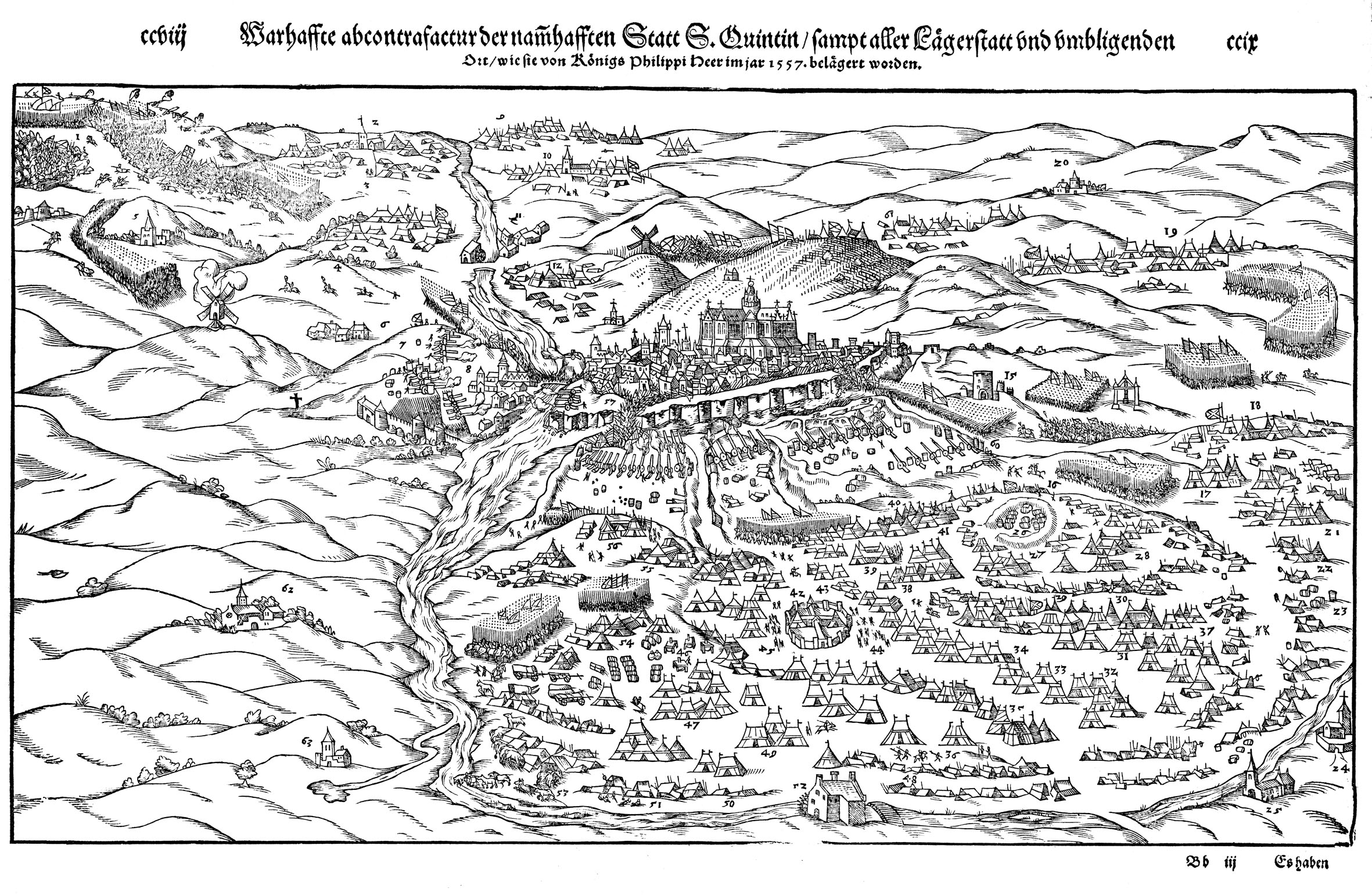
Vista de la toma de San Quintín, en la que el Tercio de Saboya tuvo un destacado papel en 1557. Grabado en madera publicado en la Cosmografía de Sebastian Münster (edición de 1598).

En su primera gran campaña, en 1554, y a las órdenes del maestre de campo Álvaro de Sande, lucha en el Piamonte, invade la Champagne y llega a 18 leguas (75 km) de París. Combate en Flandes y se distingue en batallas decisivas, como las de Neuburgo y Norfinga, donde captura dos banderas enemigas, o en el gran e importante sitio de Metz.
En 1557 el Tercio de Saboya, bajo el mando del maestre de campo Alonso de Navarrete, tiene un papel destacado en la memorable victoria de San Quintín, en cuyo recuerdo fue construido el Monasterio de El Escorial. En 1559, como resultado del prestigio alcanzado por el Tercio de Saboya, el rey Felipe II, tras la paz de Chateau Cambresis lo designa para que lo escolte en su regreso a España.
Luego es disuelto por casi treinta años y el Tercio de Saboya se constituye otra vez en 1591, cuando vuelve a Italia y combate de nuevo en el Ducado de Saboya, el Piamonte y Lombardía, ondeando sus banderas victoriosas en Antibes, Niza, Briguerac. En los últimos años del siglo, el Tercio de Saboya asiste finalmente a todas las operaciones que se desarrollan en el Norte de Italia al mando del Gobernador de la Lombardía Juan de Velasco, contribuyendo de forma decisiva a la victoria obtenida por las armas de España sobre las fuerzas del Rey de Francia y que traen una larga paz a dicha región.

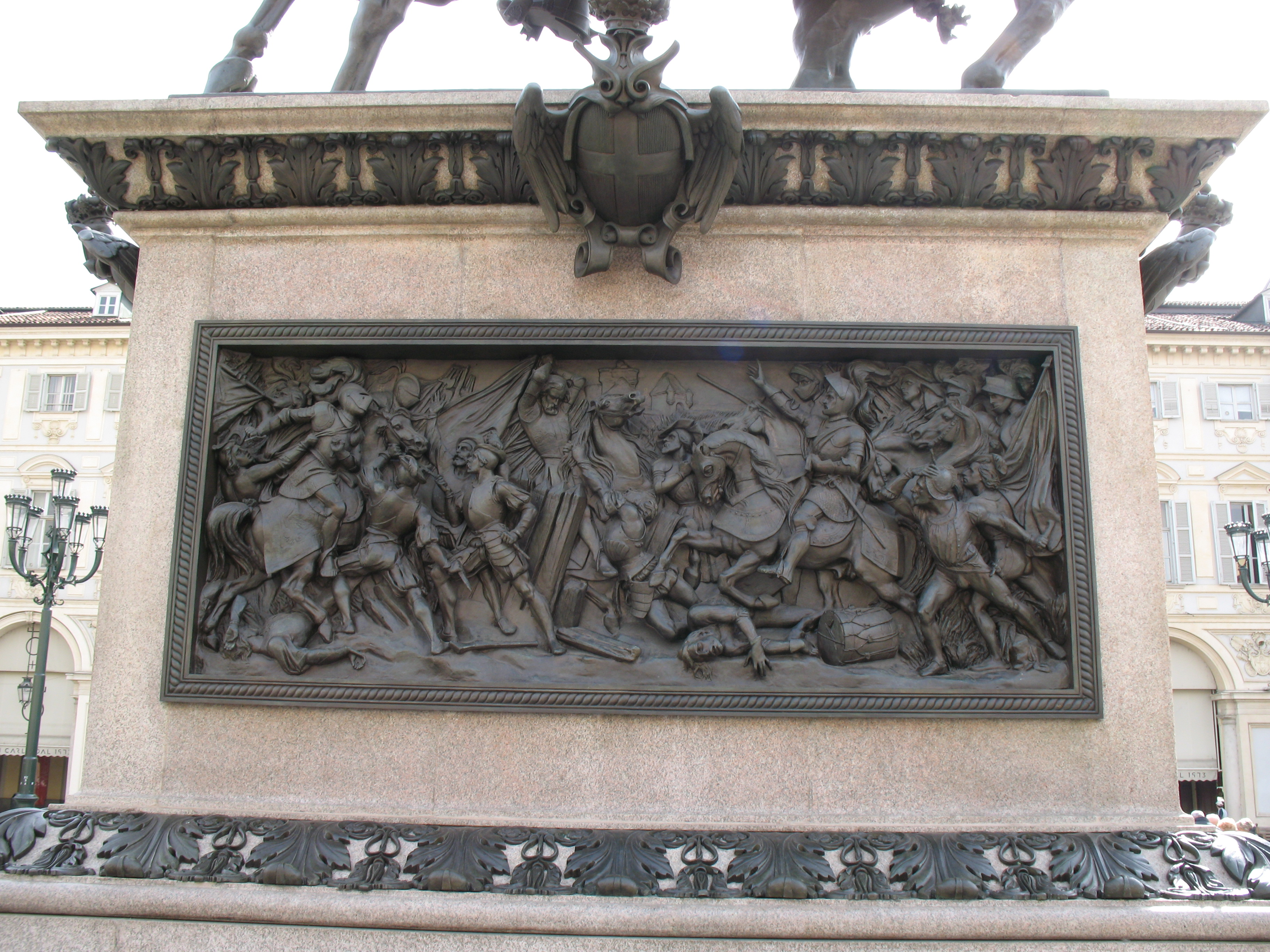
Monumento a Manuel Filiberto, duque de Saboya. Plaza de San Carlos, Turín. El basamento fue realizado en homenaje a la victoria de San Quintín, donde participó el Tercio y el duque era uno de los comandantes del ejército español.

### SigloXVII
Entre 1610 y 1614 permanece embarcado, casi constantemente, vigilando las costas del Mediterráneo de la amenaza de los piratas berberiscos. En 1610 constaba de 9 compañías y 800 hombres, que en 1612 aumentaron hasta 2000 hombres.

#### Guerras en Italia
Interviene en numerosas batallas entre 1614 y 1701: Bastagno, Río Versa, Bercelli, S. Germán, Lucedio, Cassal de Monferrato, Fiasquerol, Tesino, Turín, Puente Saluces, Asti, Conti, Villafranca, Tortona, Río Tanaro, la Verrua, Alejandría de Palla, Mariñano. En la emboscada de Crevecoeur en 1617, el Tercio de Saboya sufre 800 bajas, incluyendo a su jefe el Maestre de Campo Sancho de Lima.
En 1636 resulta memorable su participación en la Batalla de Tornavento, a orillas del río Tesino, donde evita de forma decisiva la ocupación de todo el Norte de Italia por las tropas del Rey Luis XIII de Francia.
Tras el asedio, asalto y toma de Frisia en 1639, gana el derecho de utilizar el lema El terror de los franceses. En 1641 en Bastagno, el Tercio de Saboya avanza impávido y soporta el fuego de las baterías francesas para sostener las alas de la caballería española; una manga de arcabuceros, que mandaba el Capitán Miguel de Taraval, se tendió en uno de los sitios más atacados por las embestidas del enemigo; sufrió cuantiosas bajas pero se mantuvo inmóvil hasta que los franceses se retiraron.
En 1651 participa en el sitio y toma de Trino, haciendo prisionera a su guarnición, lo mismo en Crescentino. En 1652 conquista la plaza de Cassale, sobre cuyos muros ondeó el antiguo pendón de Castilla. Posteriormente interviene en las batallas de Mora y Rivarolo, el combate del Cerro y en la batalla de Fontana-Santa.
En 1691 comienza nuevamente la guerra en el Milanesado: batallas de Coní, donde captura tres banderas al enemigo; sitio de Carmañolas, rendición de Saluces, invasión del Delfinado y combates de Embrun, Gap, Pifierol, Marsella, asegurando de nuevo el Estado de Milán para España.

#### Guerras de Flandes
En 1690 el duque de Saboya al mando del ejército participa en la batalla de Stafarda. Envueltas por los flancos y la retaguardia, las tropas del Tercio de Saboya se defienden intrépidamente contra fuerzas muy superiores.

### SigloXVIII

#### Guerras de Sucesión

##### Campaña de Italia (1701-1709)
Durante la guerra de sucesión al trono de la monarquía española, en 1701 resiste un asedio de cinco meses en Mantua, en 1702 se distingue en la batalla de Luzzara, en 1703 participa en el Combate de Stradella, en que, voladas todas sus fortificaciones por las minas y agotados los recursos de defensa, se ve obligado a capitular y cae prisionero todo el Cuerpo, pero tres meses después es canjeado, y en 1704 se ve coronada con la conquista de Vercelli e Ivica, en 1705 en el sitio de Verrue, permaneciendo allí hasta que se ordena evacuar el Milanesado en 1707.

##### Campaña de España (1707-1715)

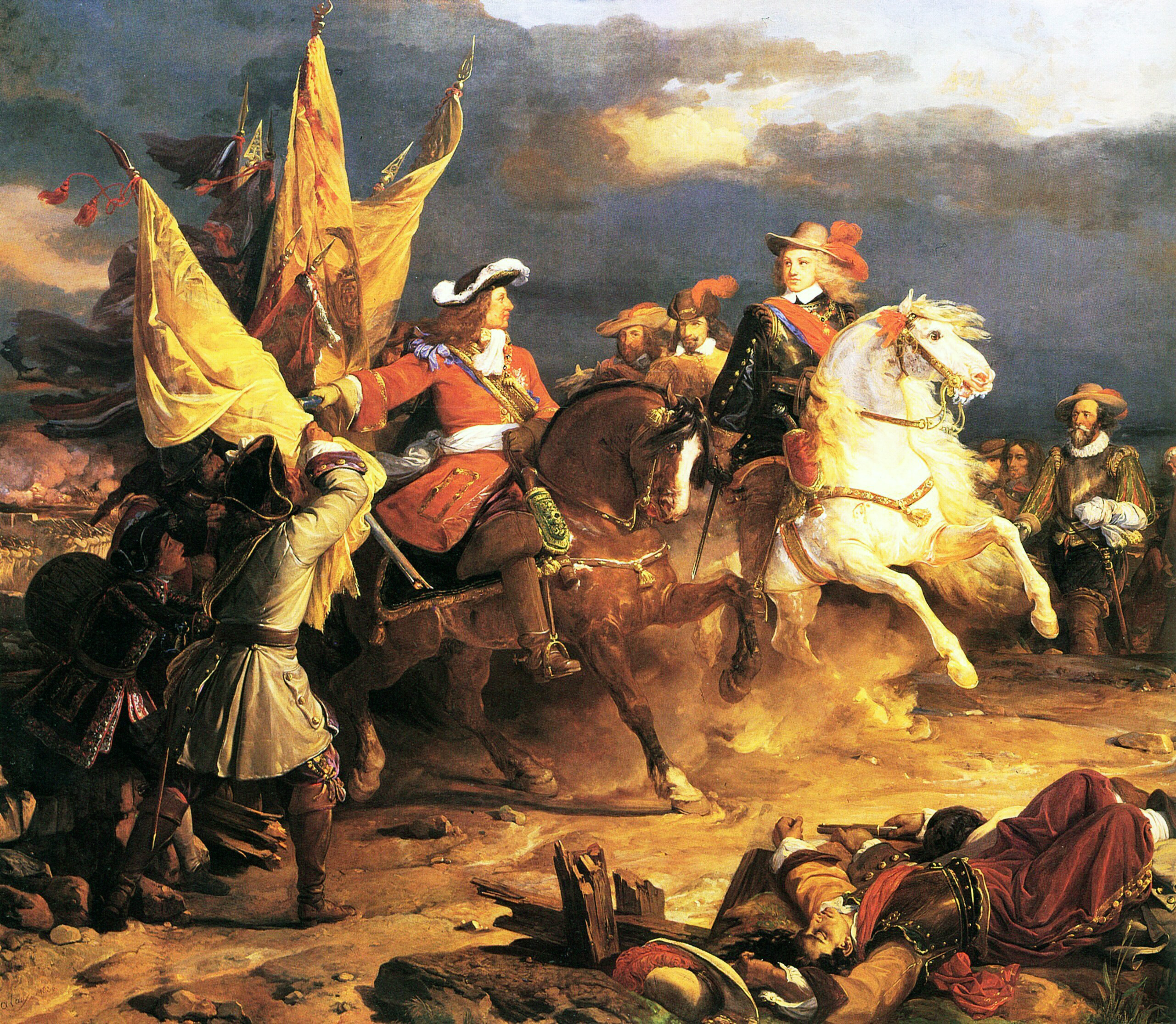
El duque de Vendôme entregando a Felipe V los estandartes capturados al ejército aliado después de la batalla de Villaviciosa. Óleo de Jean Alaux. Museo de Versalles.

Regresa a España participando en numerosos combates, y en especial en 1708 en la toma de los Castillos de Denia y Alicante. En 1710 interviene en el asalto de Brihuega y la batalla de Villaviciosa, y en 1710 en la toma de Barcelona, distinguiéndose en el ataque a la Puerta Nueva, defendida por un regimiento inglés.

#### Guerras de Italia
En la Campaña de Sicilia, en 1718, el Regimiento Saboya defiende el Castillo de Mola del asedio de un ejército austriaco de 4000 granaderos al mando del general Boktemtum. A pesar de su superioridad, no logran romper la heroica resistencia de los españoles y les ofrecen ventajosas condiciones de rendición con la amenaza de que, si son rechazadas, emprenderán una guerra sin cuartel. El teniente coronel Diego Pastor, jefe del I.er Batallón del Saboya, las rechaza con laconismo castrense. Los austriacos continúan atacando infructuosamente, y el enemigo ofrece mejores condiciones pero el Jefe saboyano responde: «Es ocioso hacerme proposiciones que jamás aceptaré, así que continúe el combate». El ejército austriaco hubo de levantar el cerco, dejando abandonada su artillería y numerosos pertrechos, los cuales constituyeron los trofeos más valiosos del Saboya. Participa de las batallas de Mesina, Melazo, Francavilla y Palermo.

#### Defensa de Ceuta
Entre 1724 y 1726 se cubre de gloria en la defensa de Ceuta.

#### Sitio de Gibraltar
En 1727 toma parte en el sitio de Gibraltar, marcha al Campo de San Roque, donde sufrió pérdidas considerables.

#### Campaña de Orán
En 1733 interviene en socorro de Orán, donde desaloja a los marroquíes de la barranca de Tenegraz, desde donde hostilizaban constantemente la plaza.

#### Guerra de Italia
Entre 1744 y 1748 interviene en Italia en la toma del castillo de Apremont, Sospello, Oneglia. En las posiciones de las Barricadas, el regimiento forma parte de la columna del marqués de Castelar, que mediante un movimiento semicircular a través de Saint-Etienne, Isola y Coll de Monzois, desemboca en el flanco del enemigo mientras los granaderos realizaban su ataque, siendo la maniobra decisiva y perdiendo los piamonteses las barricadas. Participa en el asalto al arsenal de Tour-du-pont, Villafranca de Nissa, sitio y rendición de Demont, en la batalla de Madonna de Olmo, donde fueron derrotados los sardos que acudían en auxilio de la sitiada plaza de Coni (Cuneo).
En 1745, se acredita una vez más su valor en la batalla de Basignara contra los sardos. Sufre rudos golpes en las orillas de Tedone y el 16 de junio en la batalla de Plasencia.
En 1746 interviene en el combate de Oleggio. Luego el regimiento regresa a España, desembarcando en Barcelona.

#### Guerra con Portugal
Entre 1762 y 1767 interviene en el ataque de Las Talladas y en la obstinada pugna de Escalós, derrotando a los anglo-lusitanos.

#### Guerra en América
En 1768 el II Batallón del Regimiento se traslada al Virreinato de Nueva España (Veracruz), participando en la defensa contra las agresiones británicas y holandesas en la zona. En 1770 el I.er Batallón es destinado al Virreinato de Nueva Granada (Cartagena de Indias) para sofocar la rebelión generalizada de los feroces indios guajiros; ambos regresan triunfalmente a Cádiz en 1774.
En 1776 el rey Carlos III, en respuesta al avance portugués y estando el Reino de Gran Bretaña ocupado en la guerra de Independencia de Estados Unidos, ordenó el envío de una expedición, organizada por Pedro de Cevallos al Río de la Plata, compuesta por un ejército de 9000 hombres y una poderosa flota, formando parte e interviniendo en la misma el II Batallón del Regimiento Saboya al mando de Antonio Olaguer Feliú, constituido por 720 soldados. El Saboya tuvo el honor de iniciar el desembarco seguido por el resto de los batallones, apoderándose de la Isla de Santa Catalina y luego de Colonia de Sacramento, en poder de los portugueses, en 1777.
En 1780 marcha al Perú para sofocar la rebelión de 22 provincias, capturando al inca rebelde Túpac Amaru. Fue tal el prestigio y la disciplina militar alcanzados por el II Batallón del Regimiento Saboya en el Virreinato del Río de la Plata, que tanto las autoridades como los vecinos del norte del mencionado virreinato solicitaron que no fuesen trasladados los del Saboya, siendo reemplazado por otro regimiento español de dudoso actuar.

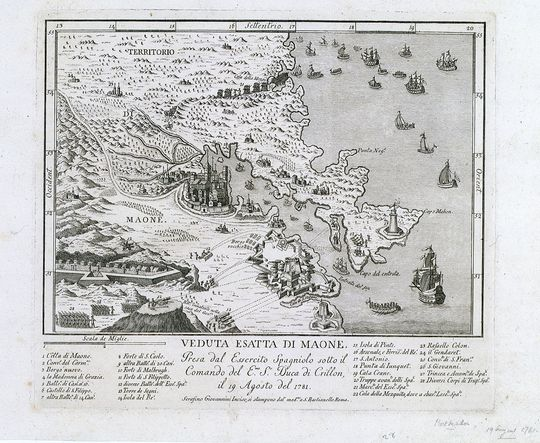
Vista exacta de Mahón, tomada por el ejército español bajo el mando del duque de Crillon. El Regimiento Saboya participó en el asedio y captura de Mahón y del castillo de San Felipe. Grabado de Serafino Giovannini. Museo Marítimo Nacional, Greenwich, Londres.

#### Expedición de Argel
En 1775 se embarcó en la escuadra destinada a la conquista de Argel, y como consecuencia de la batalla mermó sus fuerzas físicas y es destinado a Cádiz. 

#### Guerra contra Inglaterra
En 1779 el I.er Batallón participa en el bloqueo de Gibraltar, y en 1781 acude a la reconquista Menorca (en poder de los ingleses desde 1714), actuando en las operaciones contra la plaza de Mahón y el asedio al castillo de San Felipe, llave militar de la isla, hasta la rendición del gobernador Murray y todas las tropas inglesas, en donde se distingue especialmente el entonces Capitán Castaños al mando de la Compañía de Granaderos del Regimiento. Luego fue destinado junto al II Batallón en 1782 a tomar parte en el tercer y último asedio español a Gibraltar.

#### Defensa de Orán y Ceuta
En 1791 y 1792 el I.er Batallón sale en auxilio de Orán y Ceuta, asediadas por los moros.

#### Guerra del Rosellón
En 1792, participa en la Campaña del Rosellón contra la Francia revolucionaria en la acción de Canoes, en la defensa de Vinzac, en que el capitán Manuel Artaza y el teniente Juan Ortega con 50 soldados resisten heroicamente ante fuerzas superiores hasta la llegada de refuerzos y toman la ofensiva, obligando al enemigo a retirarse. También interviene en el ataque de Prades y en la conquista de Villafranca, Muset y Montalvá, en la acción de Montferrall. En Olleta se apodera de la artillería francesa y participa además en los combates de Trouillas, Montesquieu, Banyuls, Espollá, Roch-Fullós, Villalonga, Port, Vendrés y San Telmo, entre otros.

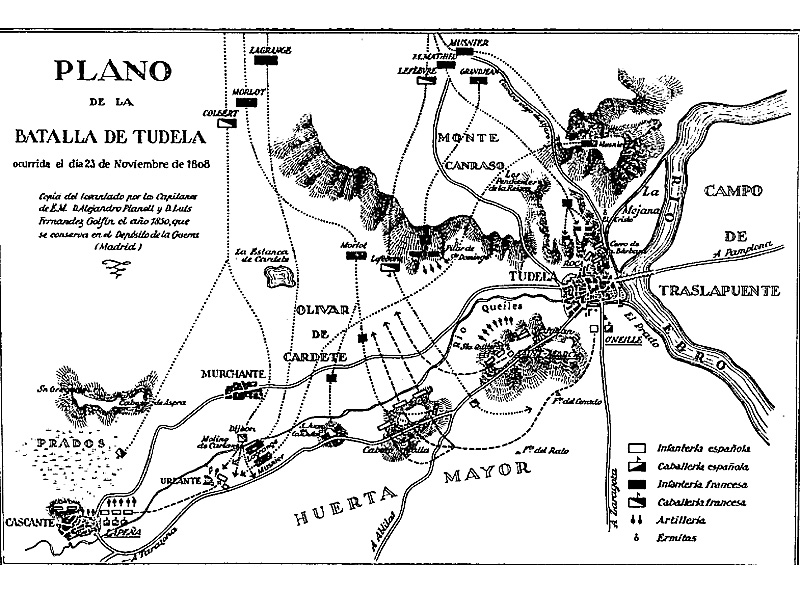
Plano de la batalla de Tudela, donde combatió el Regimiento de Saboya. Museo de Guerra de Madrid.

### Siglo XIX

#### Guerra con Portugal
En 1801, durante la llamada guerra de las naranjas, el regimiento marcha a unirse a la 4ª División cerca de Badajoz. Dos batallones pasan la frontera y practican un reconocimiento sobre la playa de Yelbes y llegan ante los muros de Campo Mayor. Posteriormente intervienen en la ocupación de Onghela.

#### Guerra de la Independencia

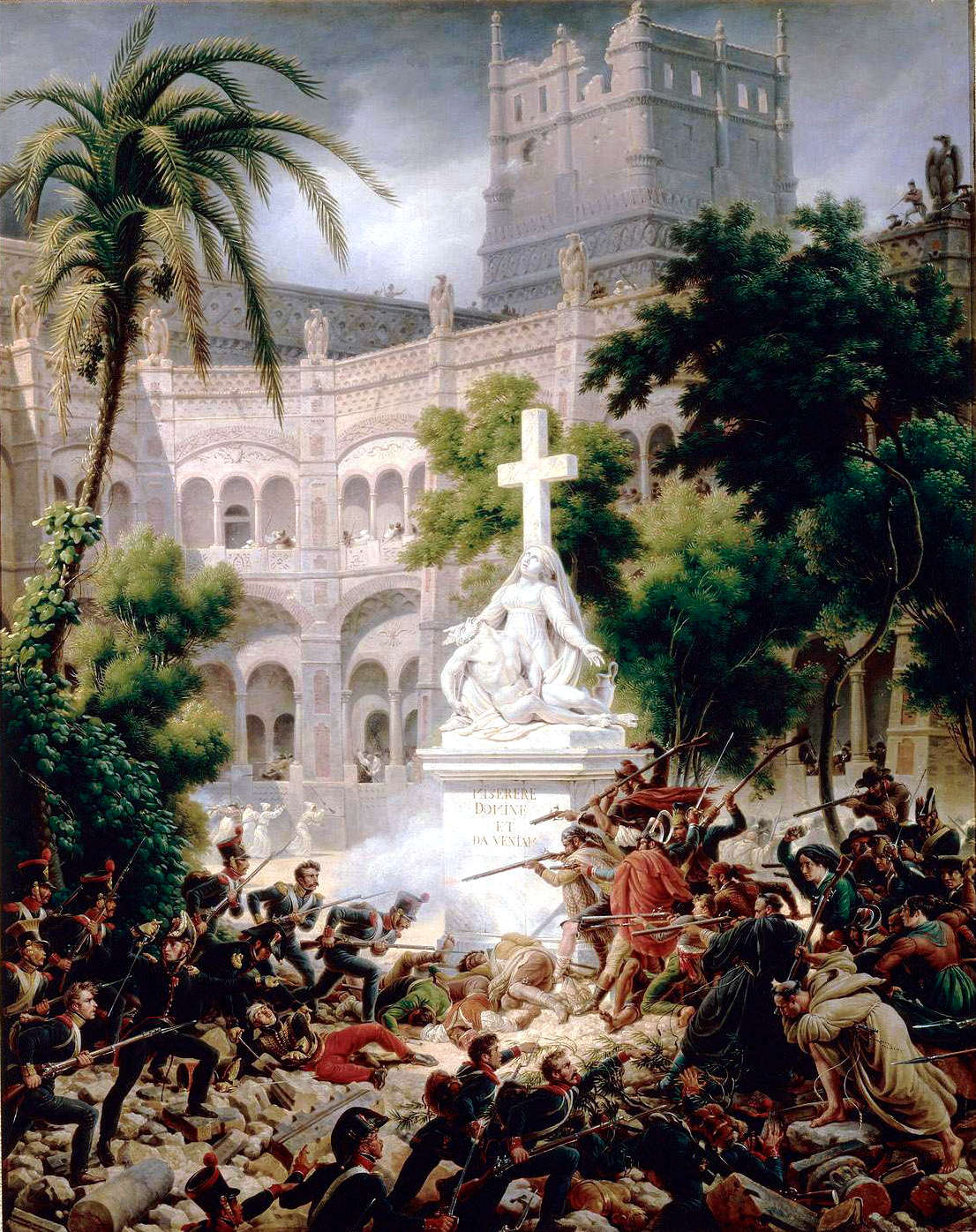
El sitio de Zaragoza, por Louis-François Baron Lejeune.

El Regimiento Saboya desarrolla su heroica participación principalmente en el este peninsular, en 1808 en la batalla de Tudela y en el sitio de Zaragoza. En 1809, interviene en las batallas de Alcañiz, María y Belchite.
La participación del regimiento quedará inmortalizada en la defensa y socorro durante el sitio de Gerona. El regimiento Saboya realizó varios convoyes con vitales suministros a través de las líneas enemigas, pero debido a la disminución de los defensores de la ciudad, el 26 de junio de 1809 se le ordenó entrar en Gerona para ayudar a la defensa, debiendo penetrar por las líneas francesas en un ataque a bayoneta calada.
En 1810, actúa en la defensa de Morella, Albocaces y Sagunto. En 1811, se suceden los combates de Amposta, Torre del Rey y Oropesa. En 1811, en las acciones de Valls, en que bate y destroza al enemigo, obligándolo a encerrarse en la ciudad.
Mención especial merece su participación en la defensa de Valencia, en donde rechaza el ataque enemigo al arrabal de Cuarte, y el combate de Molins del Río, en el que se apodera de la artillería francesa. También destacó en la defensa de Tarragona, batiéndose en la muralla y al pie de la brecha, donde es aniquilado. Durante 1812, algunas unidades sueltas se reagrupan y participan activamente en la defensa de Cádiz.

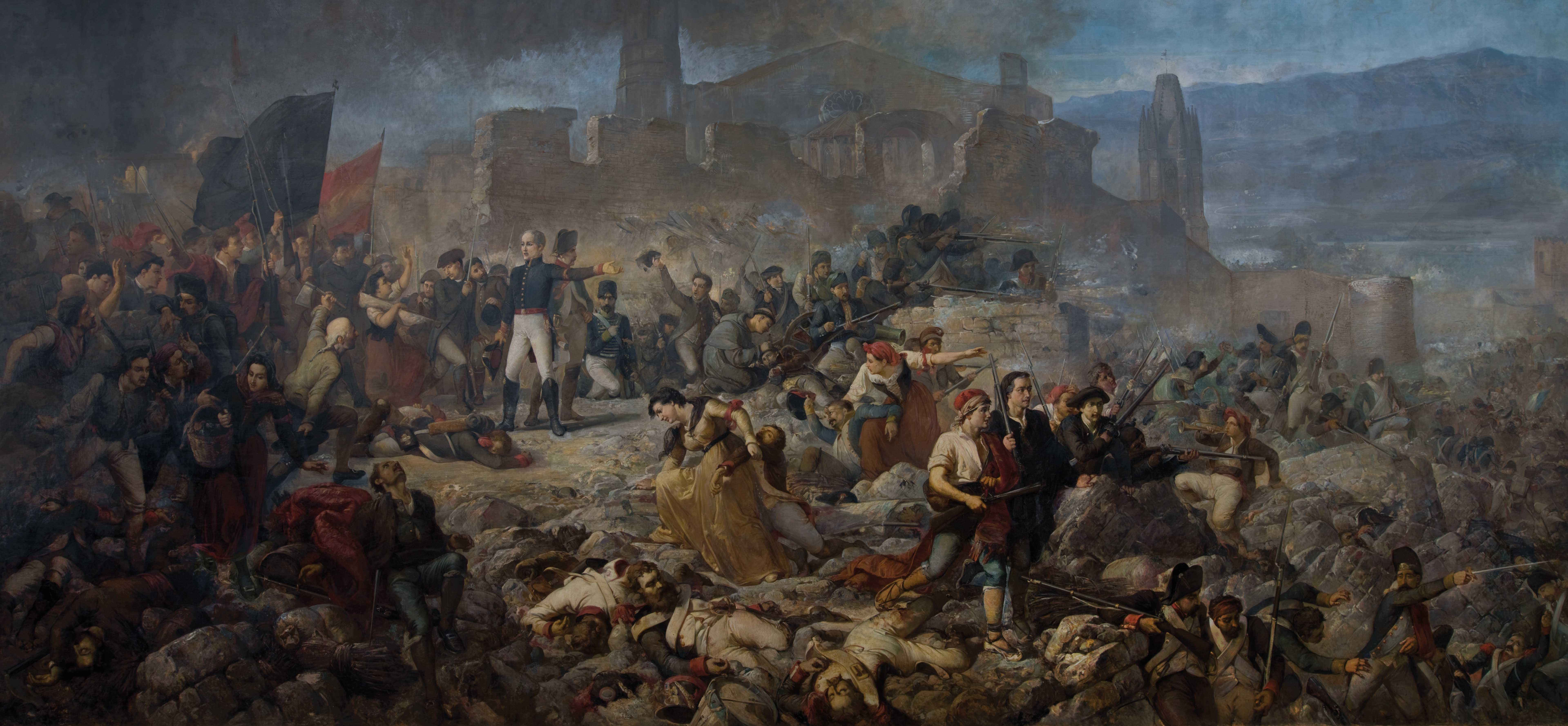
El gran día de Gerona por Ramón Martí Alsina. El regimiento Saboya en un intrépido ataque penetró en las líneas francesas a bayoneta calada para reforzar a la sitiada Gerona.

#### Guerra de la Nueva España
En 1813, el regimiento Saboya, bajo las órdenes del teniente coronel Melchor Álvarez, partió de Cádiz rumbo a la Nueva España, arribando el 15 de abril a Veracruz. Entre 1813 y 1822, combatió durante la guerra de la Independencia de México. El 29 de marzo de 1814, el coronel Melchor Álvarez, al mando de 2000 soldados, entre los que se encontraba el batallón del Saboya, captura la ciudad de Oaxaca a los independentistas, siendo recibido con alegría por las autoridades, el cabildo y el pueblo de Oaxaca.
El 29 de mayo de 1814 tomó parte en la acción de Hayotlan, donde, asaltando con intrepidez las fortificaciones enemigas, se apoderó de 6 banderas, 23 piezas de artillería y gran cantidad de material de guerra, siendo recompensado por el Virrey de la Nueva España con el derecho de llevar en medio de sus filas una de las banderas cogidas al enemigo, como símbolo y testimonio de tan glorioso acontecimiento. Ese mismo año recupera en la provincia de Oaxaca el Pendón que Hernán Cortés llevara a la conquista en 1518, remitiéndolo a la Península, donde se conserva actualmente en el alcázar de Toledo.

En 1818 interviene en los combates de la Cuesta de la Sangre, Paso de San Juan y la Barranca del Moral. En ese año el regimiento cambia de nombre a "La Reina". En 1819 participa en los combates de Rincón de las Casas, Comarrona, Cantarranas, Paso de Savila y Sonora. El resultado de esta dificultosa campaña fue la pacificación del país y la huida de los caudillos rebeldes Hilarión, Brigido y Moleunda. En 1821 interviene en el ataque de Córdoba, pero después de haber debilitado sus esfuerzos en dos asaltos, el 16 de marzo tuvieron que renunciar, volviendo a Orizaba.

#### Primera guerra carlista

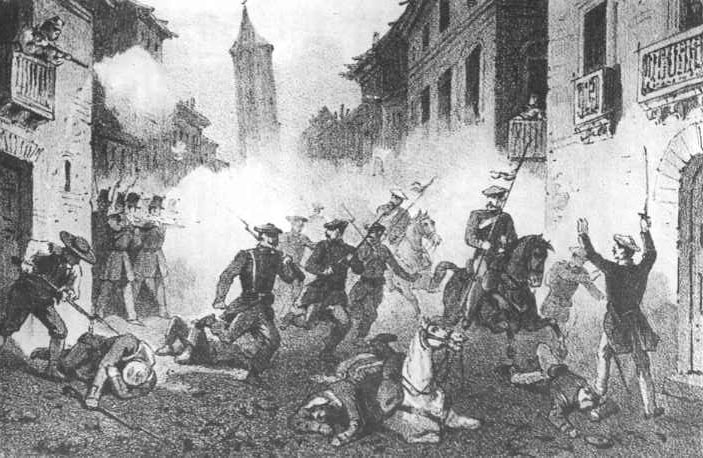
El regimiento Saboya participó en la primera guerra carlista en numerosas batallas desde 1833 hasta 1837.

En 1833 durante la primera guerra carlista interviene en la toma de Morella, en donde el III Batallón obtuvo una superioridad decisiva. En 1834 toma parte en el combate de Uldecona, donde los carlistas resultan derrotados. En 1835 participa en las acciones de Torá, Laguardía, Mora de Ebro. En septiembre de ese año, combate en el sitio de Guimerá, donde tuvo una actuación distinguida.
En 1836 bate al enemigo en Rocafort y Blancafort, derrotando a la partida carlista de Ferrer el 15 de abril. En 1837 participa en la acción de Riudecols, el sitio de Mora de Ebro, el combate de Armas de Rey, el asedio a Prades, el socorro a la Villa de Amposta y el ataque de San Quintín, en donde quedaron abatidos los carlistas. El Regimiento Saboya estará ocupado en otras muchas acciones durante casi dieciocho años hasta 1850 a lo largo de Cataluña y el Levante, donde hay gran número de partidarios de don Carlos.

#### Sucesos políticos
Entre 1842 y 1848 participa en los combates en las calles de Barcelona y en la defensa de la ciudadela y el castillo de Montjuic. En 1844 asistió al sitio y rendición de Alicante, sometiendo la plaza el 6 de marzo, y de Cartagena el 15. En 1848 toma parte en las acciones de Alfaques, Prados de Amposta el 15 y 24 de agosto. Luego en Benifasar, ermita de Santa Bárbara de Horta, el 2 y el 18 de septiembre, y Nonaspe y Saleria el 11 de octubre de ese año.

#### Defensa de Melilla
El Regimiento guarnece Melilla y las Chafarinas, deja primero en las islas cien hombres del I.er Batallón y marchan a Melilla los 300 restantes del Regimiento, la mayor parte del II Batallón, que al llegar a la plaza sufren un fuerte cañoneo de los moros.

#### Guerra de África

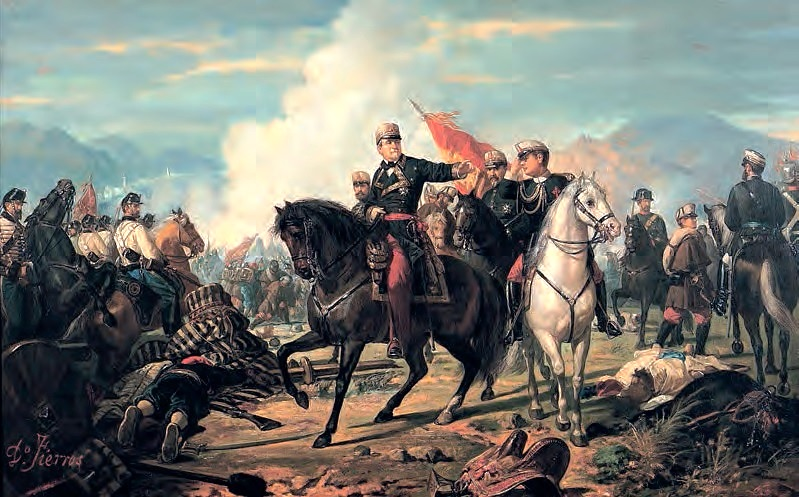
Cuadro de la batalla de Tetuán, en la cual participó el Regimiento de Saboya, por Dionisio Fierros.

Entre 1859 y 1860, durante la guerra de África o primera guerra de Marruecos se destaca en las batallas de los reductos del Serrallo, en donde desaloja a bayoneta calada a los marroquíes del bosque próximo al reducto Isabel II, distinguiéndose el corneta Domingo Montaña, quien, viendo que el ayudante del brigadier Angulo había caído prisionero, herido e indefenso, se lanza en su socorro, arremete contra los moros, matando a uno, hiere a otro y hace huir a un tercero, salvando así al oficial de una muerte cierta. Fue recompensado en el mismo campo de batalla por el General en Jefe, quien le otorgó la prestigiosa Cruz de San Fernando. 
En 1860 durante la batalla de los Castillejos, un batallón del Saboya releva a los batallones del General Prim y en sucesivas cargas de bayoneta rechaza las acometidas del enemigo. Ese mismo año participa en la batalla de Tetuán, donde el capitán José Bernard salta con su Compañía el campamento moro, penetrando por una tronera a pesar de ser barrida por metralla. Por esta acción, los oficiales y soldados fueron distinguidos con el título de «Beneméritos de la Patria» y felicitados por el General Prim.

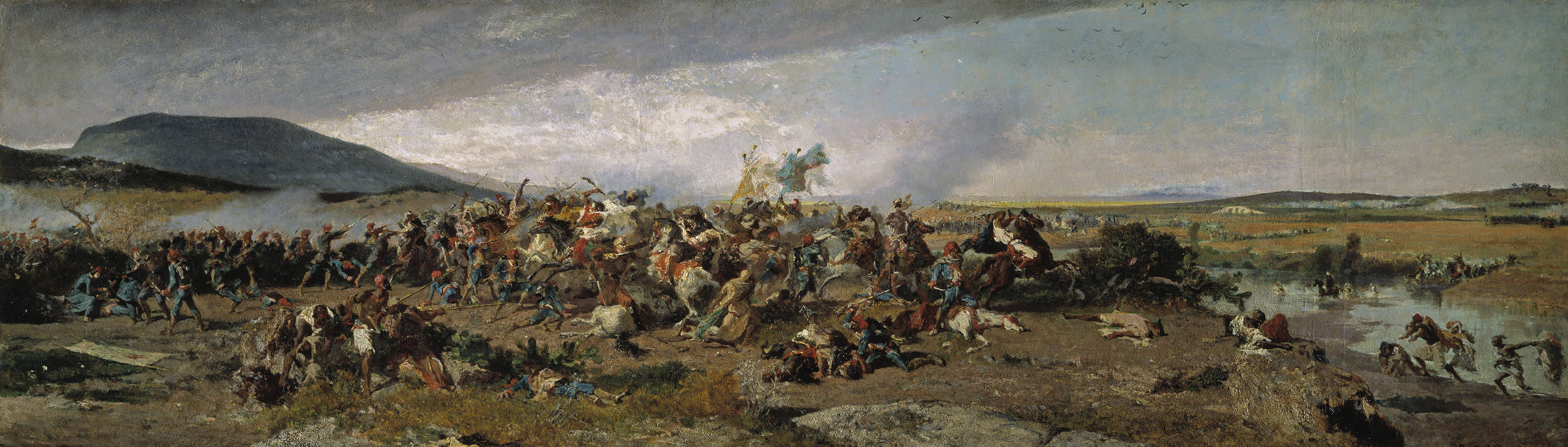
Cuadro de la batalla de Wad-Ras por Mariano Fortuny. El regimiento Saboya combatió en dicha batalla, apoderándose de las trincheras marroquíes.

También los del Saboya se distinguen en la batalla de Wad Ras, apoderándose de las trincheras enemigas.

#### Tercera guerra carlista
Durante la tercera guerra carlista participa entre 1872 y 1876 en las acciones de San Pedro de Torelló, Barca de las Selleras, San Pedro Abanto. En 1873, reunido el Regimiento, interviene en el combate de Agua Negra, Clava y San Hilario, Torre de arista. El 14 de junio de 1873 ataca a las órdenes del general Martínez Campos al enemigo en Alpens, obligando a Salvalls a desalojar dicho pueblo y a abandonar la posición ventajosa que sostenía.
En 1874 pasa al ejército del General Duque de la Torre y a su mando se distingue en el combate de San Pedro Abanto y tras un feroz combate ocupa el pueblo de Las Cortes. En abril de ese año también participa en los combates de Altos de Cortes, en donde habiéndose quedado aislado, se defiende durante tres días y luego toma la ofensiva en Alto de Galdames. El 18 de mayo de 1874 asiste al reñido combate de Monte Avril  y consigue ocupar esta posición con su coronel a la cabeza, haciendo huir al enemigo.
El 1 de febrero de 1875 concurre el II Batallón al paso del río Oria con el Cuerpo de Ejército del General Loma y participa en los combates de Las Meagas e Indamendi, en los que mereció los elogios del general.
El 23 de enero de 1876 interviene en la toma de Santa Águeda y otros encuentros de menor importancia, para luego efectuar peligrosos reconocimientos en las afueras de Bilbao.

#### Guerra de Cuba
Entre 1894 y 1895 participa el I.er Batallón del Regimiento Saboya en numerosos combates, como Vacunagua o San Luis del Pinar del Río, en donde resultó elogiado por el General Luque. También interviene en los combates de Buenavista, Guacanagua, San Juan, Mantinez y Paso Real, donde se enfrenta a un enemigo muy superior en número. Luego continúa la campaña con las acciones de Majuarí, San Cristóbal y Cantabria a las órdenes del General Echagüe.
En 1897 sale el Batallón para La Habana, Regla y San Pedro de Mayabón y toma parte en los combates de Pica Pica, Sardiñas, Perico Torres, San José de los Ramos, Santa Rita de Baró, Guaximal, Ingenio Reserva y Burjito. En 1898 interviene en las acciones de Santa Oliva, Novillo, Loma de Pendera, Mastell, Tierras Negras y Potrero de Jaruco.
Terminada la campaña, es repatriado el batallón y desembarca en Santander el 27 de enero de 1899.
Guerra de cuba

### SigloXX

#### Campaña de África

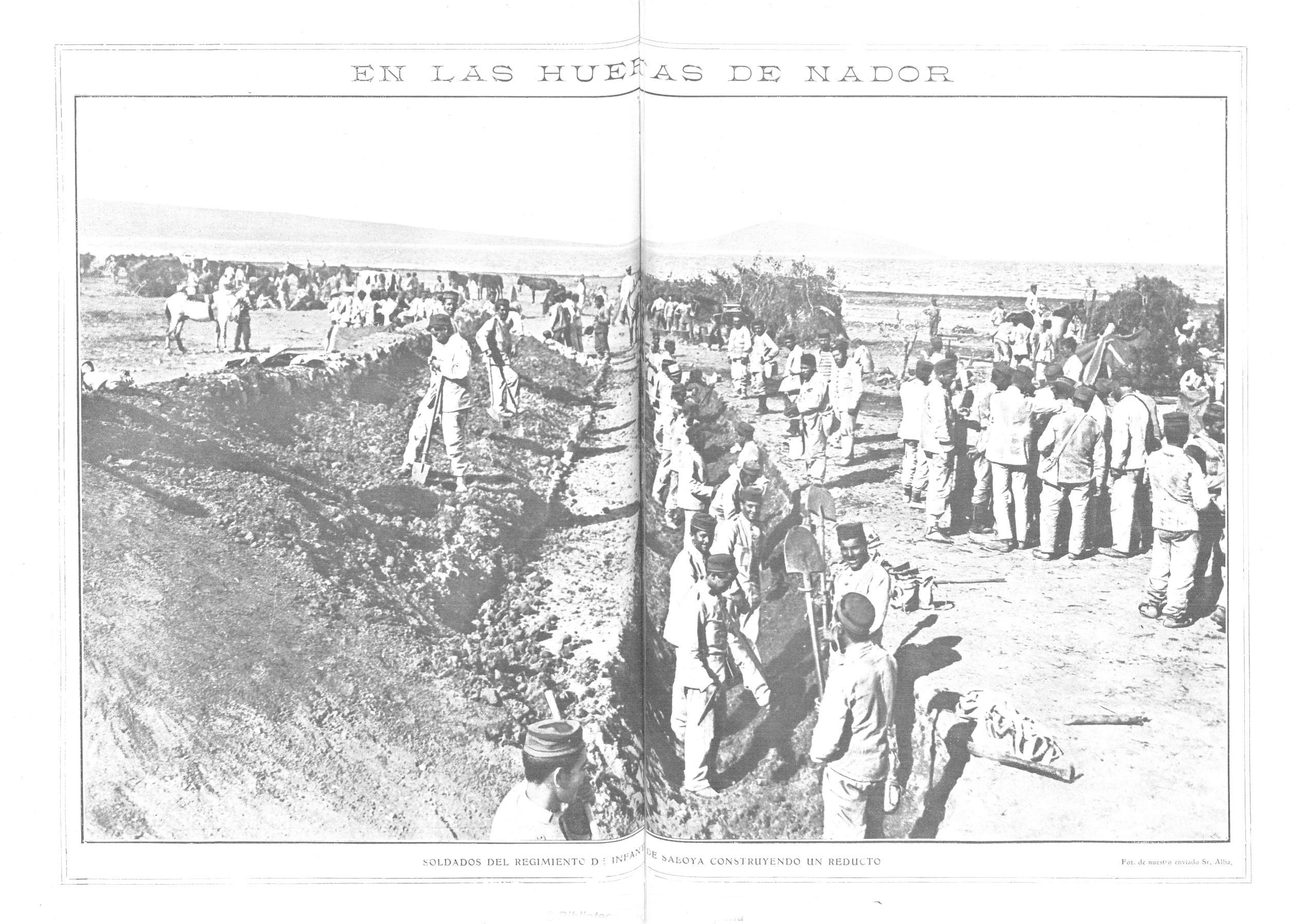
«En las huertas de Nador. Soldados del regimiento de infantería de Saboya construyendo un reducto» (Actualidades, 13 de octubre de 1909)

Entre 1909 y 1926 el regimiento tomará parte de forma constante en las principales operaciones que tienen lugar en la guerra de Melilla. En 1912 participa en las victorias de Monte Arrui, AI-Ial-u-Maddur, dispersando al enemigo y falleciendo el jefe de la insurrección. En 1914 el I.er y III.er Batallones conquistan Malalien, Loma Amarilla y Loma de Arapiles, y el II Batallón resulta victorioso en Muley Bu Selham, Zartun Kudia Kessiba, Sidi-Buhaya, Saf-el-Haman, Kudia Riva y R'Gaía, siendo felicitado por el comandante general del territorio, Fernández Silvestre.
En 1921 el I.er Batallón presta servicios en Oad-Lau, participando en los combates para abastecer la posición de Monte Magán, logrando su objetivo. Regresa a la Península con nuevos laureles y honores que recompensan sus hazañas, entre ellos la felicitación personal de S. M. el rey Alfonso XIII, en la acción en Beni-Salah, del 9 de septiembre de 1924, por la carga con la bayoneta que realizan la 1.ª y 3.ª Compañías del I.er Batallón para auxiliar a una Compañía de Ametralladoras del Tercio que estaba cercada.

#### Reorganización

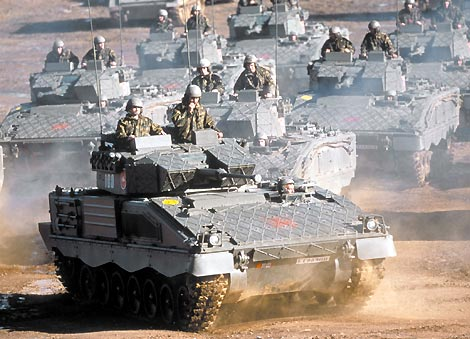
Vehículos de combate de infantería Pizarro del Regimiento de Infantería Mecanizada «Saboya» n.º 6 en maniobras en 2010.

En 1931 se fusionan los Regimientos de Infantería Saboya n.º 6 y León n.º 38, formando con ambos el Regimiento de Infantería n.º 6, con guarnición en Madrid, en el Cuartel de la Moncloa (antiguo Infante D. Juan). En 1935 recibe el nombre de Regimiento Infantería León n.º 6. Un año más tarde cambia el n.º 6 por el n.º 2, y posteriormente, al producirse el Golpe de Estado en España de julio de 1936, fue disuelto.
En 1943 vuelve a reorganizarse tras la guerra con unidades de diversas procedencias, que estaban agrupadas en el Regimiento de Infantería n.º 42, permaneciendo de guarnición en Leganés. En 1944 recibe el nombre de Regimiento de Infantería Motorizado Saboya n.º 6, incorporándose a la División Acorazada Brunete n.º 1. En 1965 se integra en la Brigada de Infantería Mecanizada XI con guarnición en Madrid.
Desde 1986 se le conoció como Regimiento de Infantería Mecanizada «Saboya» n.º 6. En 1991 se traslada de Leganés a Bótoa (Badajoz), encuadrándose en la Brigada Mecanizada «Extremadura» XI, de la División Mecanizada «Brunete» n.º 1.
Ha participado en sucesivas misiones de pacificación en Bosnia-Herzegovina desde 1994 hasta 2000.

### SigloXXI
En 2001 intervino en Bosnia-Herzegovina. Entre 2002 y 2003 participó en la operación Marea Negra, con motivo de la limpieza de las playas de Galicia por el vertido de hidrocarburos del petrolero Prestige. Entre finales de 2003 y la primavera de 2004, el Regimiento actuó en la Operación S-K en Kosovo y en la Operación I-F en Irak, que sirve de base al GT. Extremadura, integrado en la Brigada Multinacional Plus Ultra II. Entre 2007 y 2008 estuvo en Líbano, integrado en las fuerzas de paz de la ONU. 
Desde 2016, como Regimiento de Infantería «Saboya» n.º 6, se encuentra encuadrado en la Brigada Polivalente «Extremadura» XI, perteneciente a la División «San Marcial».

## Himno del Regimiento Saboya
El soldado que sirve en SABOYA
ha de ser en valor el primero,
respondiendo a su lema guerrero
«soy tan bravo que soy el terror»;
y en su porte y marcial apostura,
revelar que el honor e hidalguía,
patrimonio de la Infantería,
son su escudo, su ilustre blasón.
Ha de ser su constante deseo,
si la suerte le lleva a campaña,
pelear por la gloria de España,
siendo de ella testigo y autor;
y sus hijos serán los primeros
que, en honor a su santa memoria,
en el libro imparcial de la historia
cantarán su patriótica acción.
Por España y su Bandera
lucharemos con ardor,
y la fama de SABOYA
llevaremos hasta el Sol.

## Personalidades que sirvieron en el Regimiento Saboya
- Francisco Javier Castaños. Duque y vencedor de la batalla de Bailén. Fue destinado a los 16 años al regimiento Saboya, donde comenzó su carrera militar como capitán de granaderos.
- José de La Mar y Cortázar. Mariscal de campo del Ejército de España, Gran Mariscal del Perú y dos veces Presidente de la República del Perú. Comenzó su carrera como subteniente en el regimiento Saboya.
- Antonio Olaguer Feliú. Teniente general, Virrey del Río de la Plata, Gobernador de Montevideo y Secretario de Estado y del Despacho de Guerra del rey Carlos IV. Fue jefe del II Batallón del Regimiento Saboya.
- Félix Calleja. I.er conde de Calderón, virrey de la Nueva España. Prestó servicios como capitán de infantería en el Saboya.
- José Sanjurjo y Rodríguez de Arias. General de Brigada, miembro de la Guardia Civil, durante la guerra estuvo del lado de los republicanos. Prestó servicios en el Regimiento Saboya cuando era teniente.
- Juan Yagüe. Capitán general y jefe militar de la columna que ocupó Extremadura al servicio de los sublevados en la guerra civil española. Prestó servicios en el Saboya en 1914 cuando estaba de guarnición en Tetuán.
- José Gállego Aragüés. Militar leal a la república, comandante militar de Gijón, participó en la batalla de la Ciudad Universitaria de Madrid. Prestó servicios en el Saboya en 1924.
- Joaquín de Soria. General español que luchó contra la emancipación de las Provincias Unidas del Río de la Plata, desempeñó el mando político y militar en los territorios de Misiones y la Banda Oriental. Prestó servicios como oficial ayudante y capitán en el regimiento Saboya.
- Melchor Álvarez. Mariscal de campo, gobernador de Oaxaca y posteriormente gobernador de Yucatán. Fue jefe del regimiento Saboya durante la guerra de Independencia de México.